# بروسون هراکلیایی
بروسون هراکلیایی (بروسون اهل هراکلیا) (به انگلیسی: Bryson of Heraclea) ، ریاضیدان و سوفسطائی یونان باستان بود که در اواخر قرن پنجم پیش از میلاد می‌زیست.
وی به کوشش در حل مسائل معروفی چون تربیع دایره و محاسبه عدد پی پرداخت. 

## زندگی و کارها
اطلاعات چندانی از زندگی وی در دست نیست. بروسون در هراکلیا بر آمد و شاید از شاگردان سقراط بوده باشد.
در محاسبه عدد پی نه تنها به چند ضلعی های محیطی ، بلکه به چند ضلعی های محاطی نیز توجه کرد و به غلط پنداشت که مساحت دایره واسطه عددی میان مساحت های چند ضلعی محاطی و چند ضلعی محیطی آن است.